# Sally Moore
Sally Marie Moore, née le 8 juin 1940 à Long Beach (Californie), est une joueuse de tennis américaine.

## Carrière
C'est à l'âge de neuf ans que Sally Moore commence à jouer au tennis. En 1958, elle remporte le tournoi junior de Wimbledon face à la soviétique Anna Dmitrieva.
En senior, elle accède au quart de finale des Simple dames du championnat national de tennis des États-Unis 1958 et s'incline devant Darlene Hard.
L'année suivante, c'est Maria Bueno qui l'arrête en demi finale du Simple dames du tournoi de Wimbledon 1959.
Professeur de tennis à Aspen (Colorado), elle compte parmi ses élèves Clint Eastwood et Barbra Streisand.
Retirée de la compétition internationale, elle épouse Marvin Attress Huss en 1976. Sally Huss se consacre à sa nouvelle passion, l'écriture et l'illustration de livres pour enfants.